# Гілл (авіабаза)
Авіаба́за Гілл (англ. Hill Air Force Base, (IATA: HIF, ICAO: KHIF, FAA ідент. місц.: HIF) — діюча військово-повітряна база Повітряних сил США, розташована в окрузі Девіс, штат Юта, трохи південніше міста Огден, і межує з містами Лейтон, Клірфілд, Рівердейл, Рой та Сансет, а її найбільший кордон безпосередньо прилягає до Клірфілда та Лейтона. Вона розташована приблизно за 48 км на північ від Солт-Лейк-Сіті. База була названа на честь майора Плойєра Пітера Гілла з Повітряного корпусу армії США, який загинув у 1935 році під час випробувальних польотів прототипу моделі 299 бомбардувальника B-17 Flying Fortress. Станом на 2018 рік авіабаза Гілл є шостим за величиною роботодавцем у штаті Юта. Авіабаза Гілл є центром для Огденського авіаційного логістичного комплексу (OO-ALC) Командування матеріального забезпечення ВПС, який є світовим менеджером широкого спектру літаків, двигунів, ракет, програмного забезпечення, авіоніки та аксесуарів.
Головним підрозділом на авіабазі Гілл є 75-те авіакрило, яке надає послуги та підтримку OO-ALC та його підпорядкованим організаціям. Додатково на базі розміщені пункти постійної дислокації оперативних винищувальних крил Повітряного бойового командування (ACC) та Командування резерву ПС (AFRC).

## Дислокація
Військова база є пунктом постійної дислокації:
- 75-те крило авіабаз, Командування матеріального забезпечення ПС
- 388-ме винищувальне крило та 552-ге крило авіаційного контролю, 15-та повітряна армія, Бойове командування ПС (F-16CG/DJ)
- 419-те винищувальне крило, 15-та повітряна армія, Резерв ПС (F-16C/D)

## Галерея

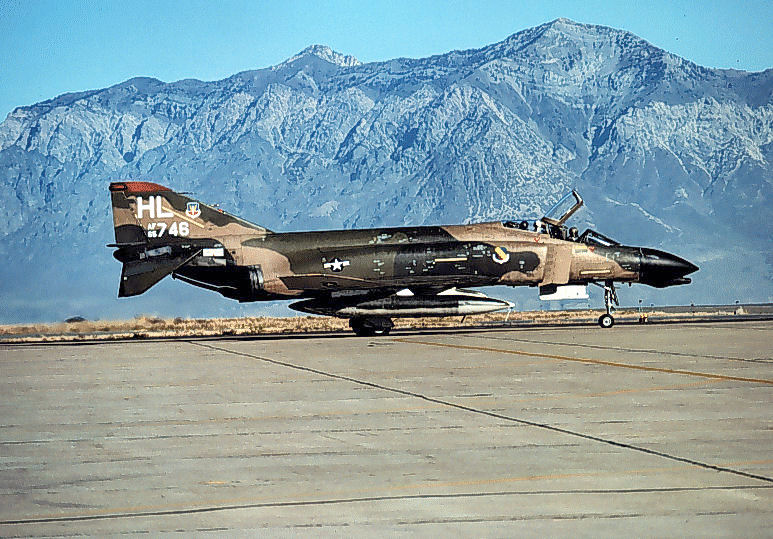
Винищувач F-4D «Фантом» II на авіабазі. 1978
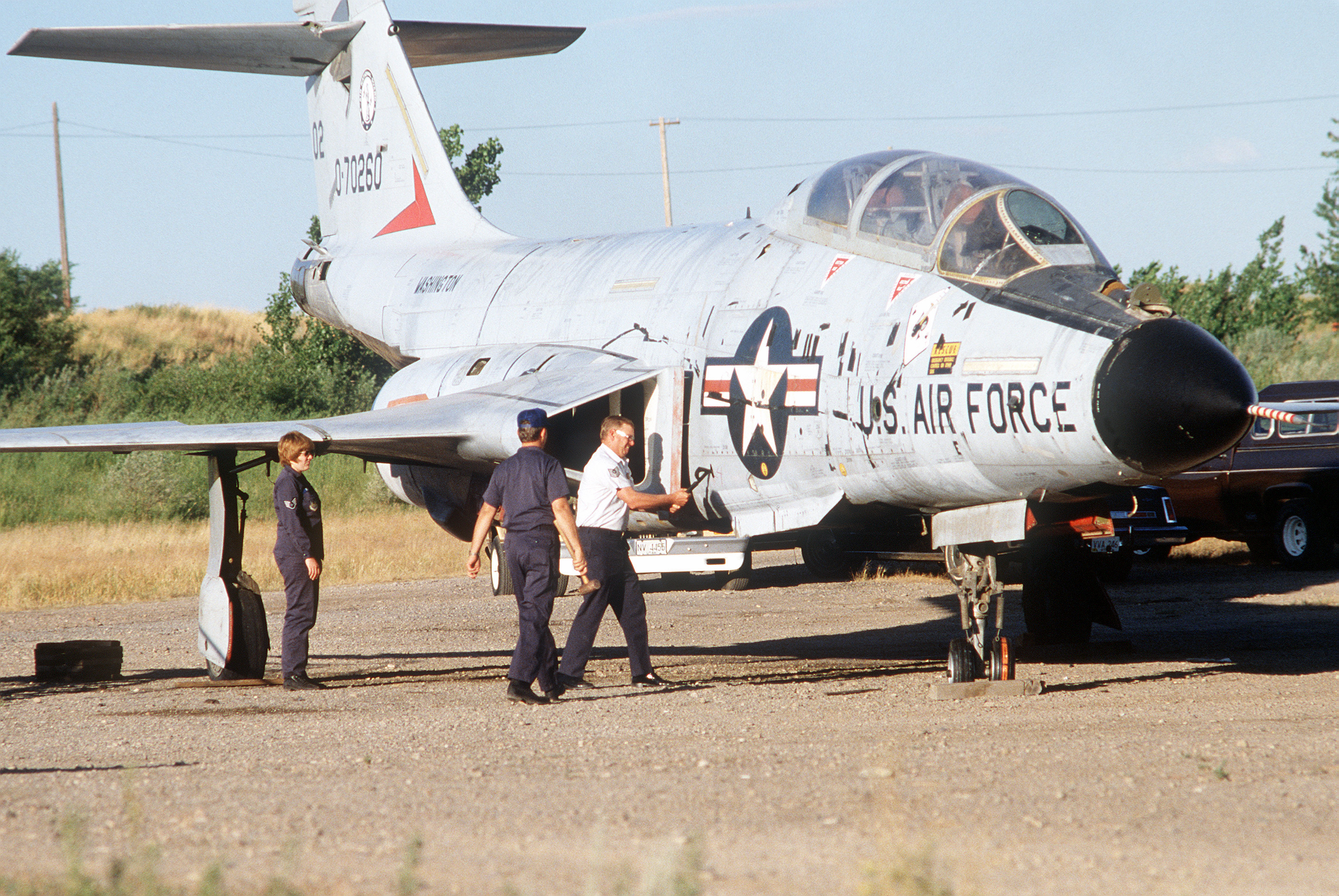
Розбирання винищувача F-101B «Вуду» ПС Національної гвардії Вашингтона ремонтниками бази. 1981
F-117 Nighthawk завдає удар авіабомбою з лазерним наведення GBU-27. 18 липня 2000
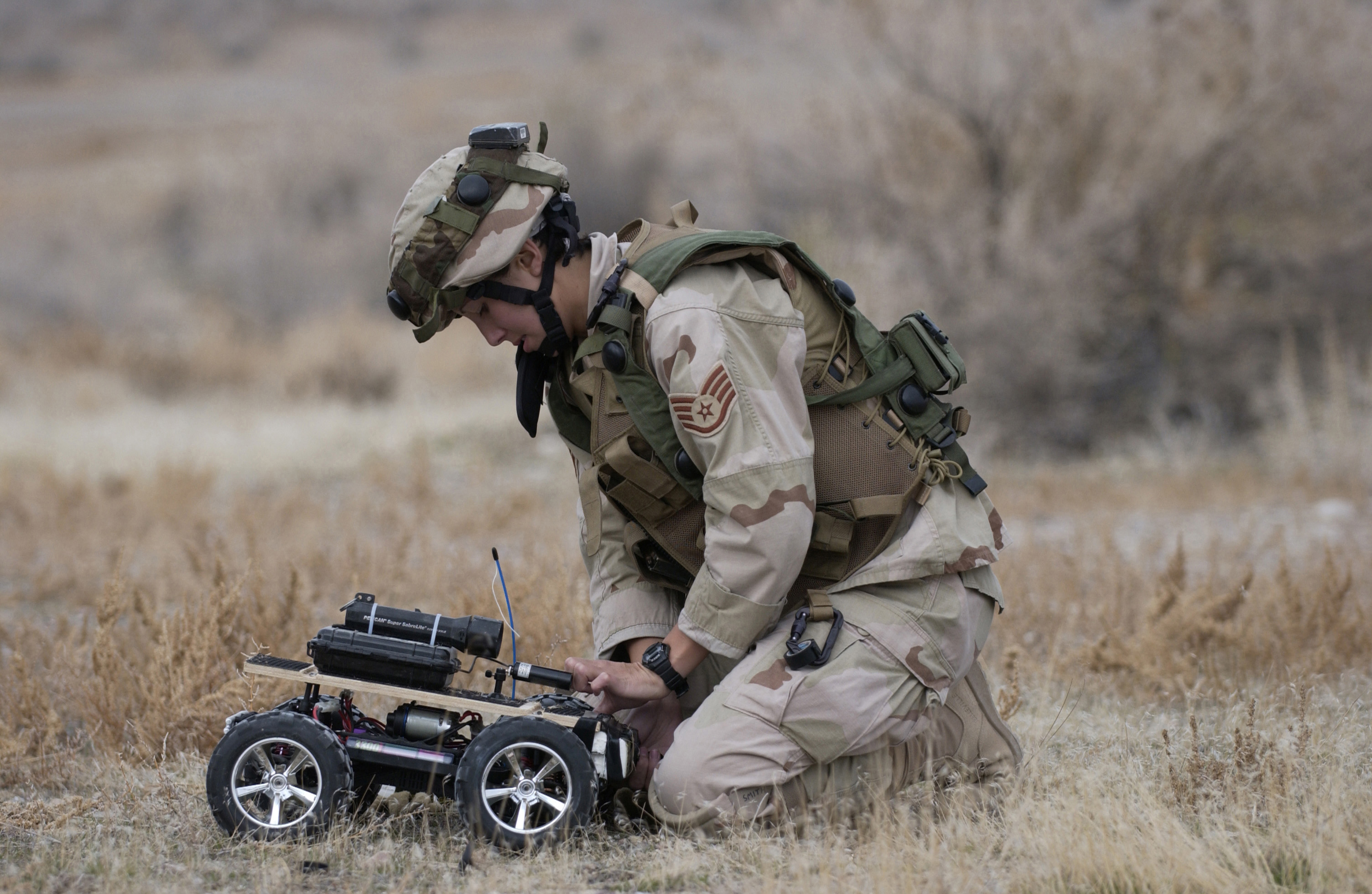
Тренування з використання дистанційно керованого засобу розмінування. 10 листопада 2004
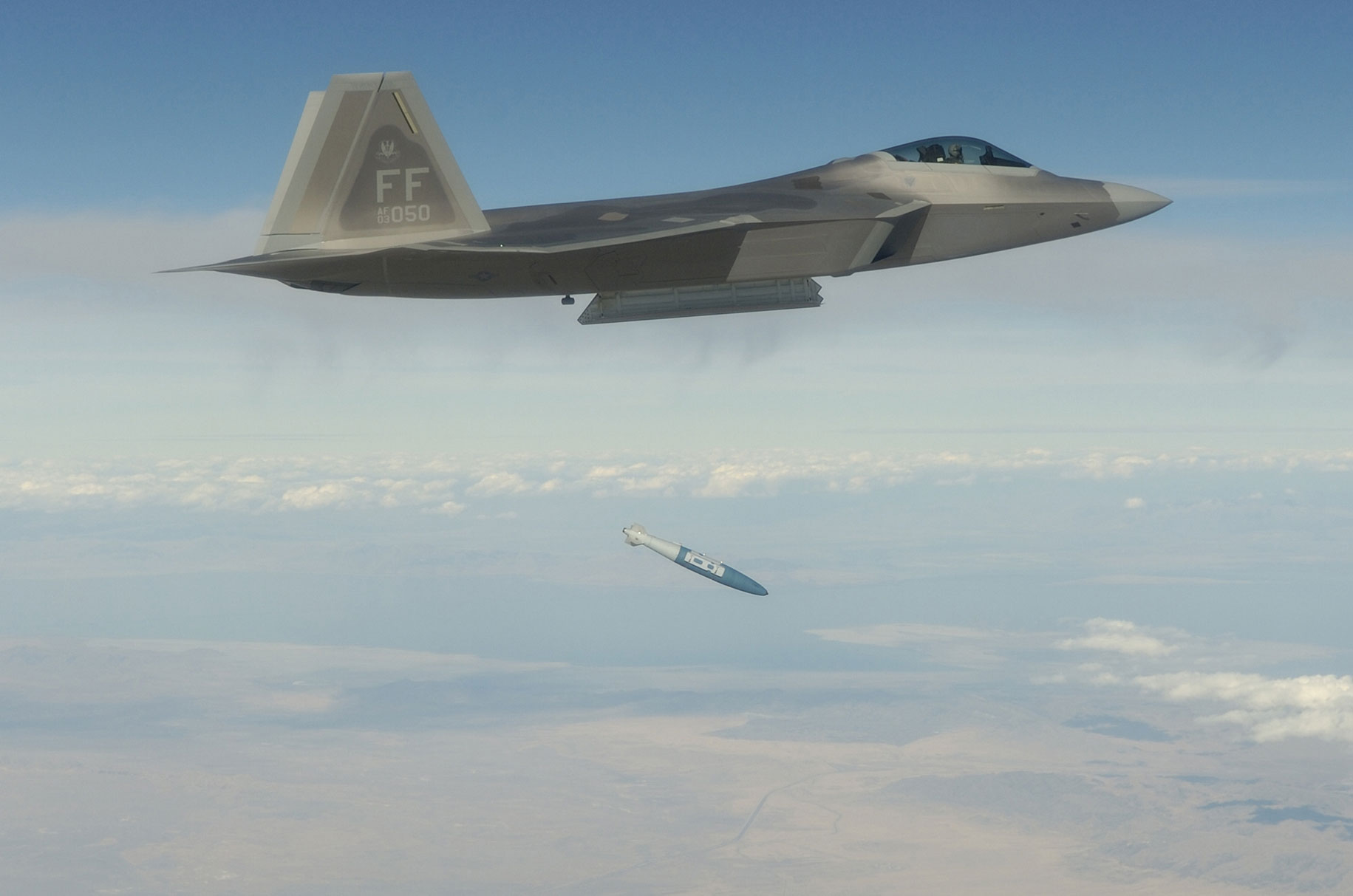
F-22 Raptor скидає бомбу JDAM. 20 жовтня 2005
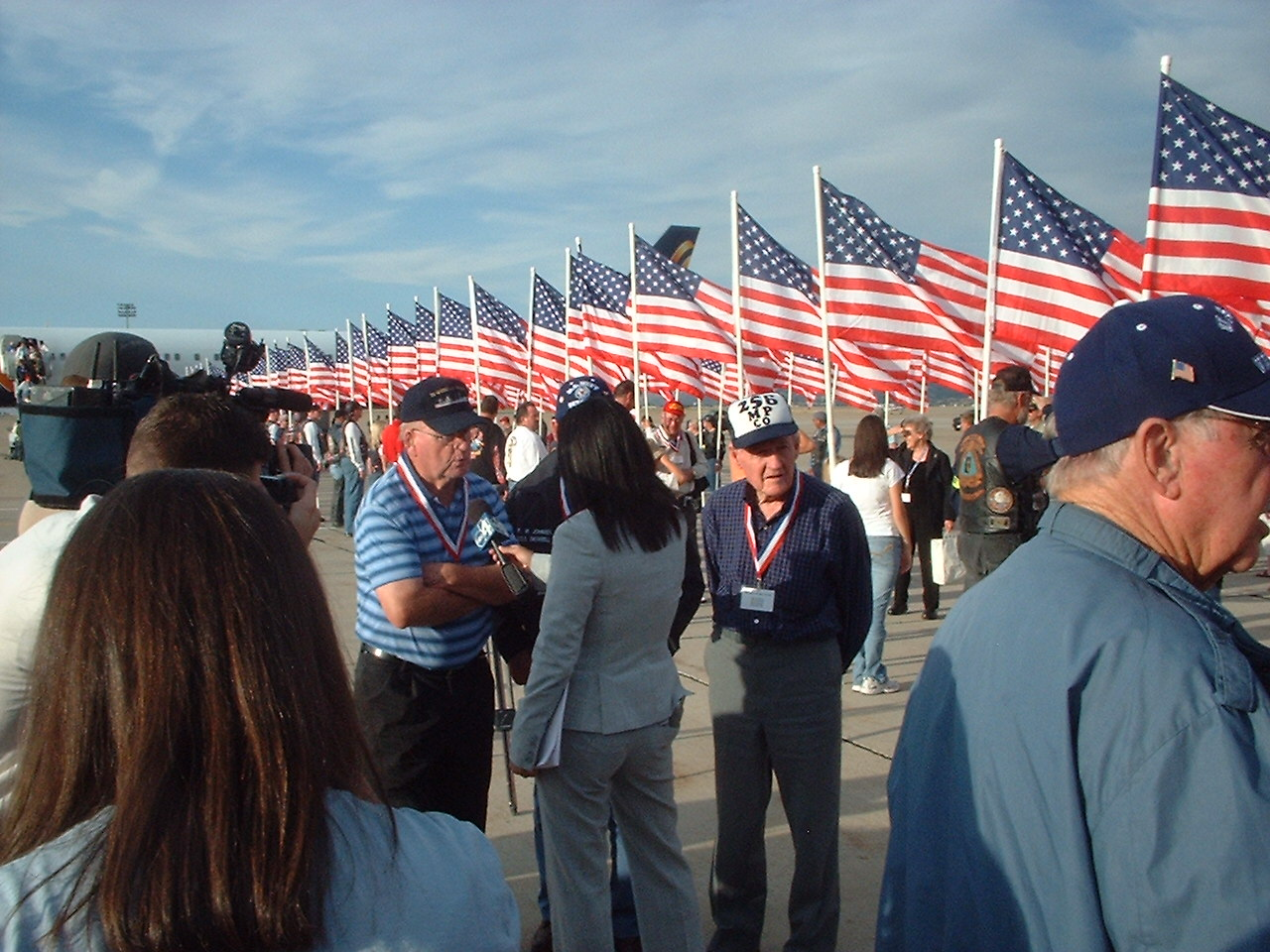
Святкування урочистостей на авіабазі Гілл. 16 вересня 2007
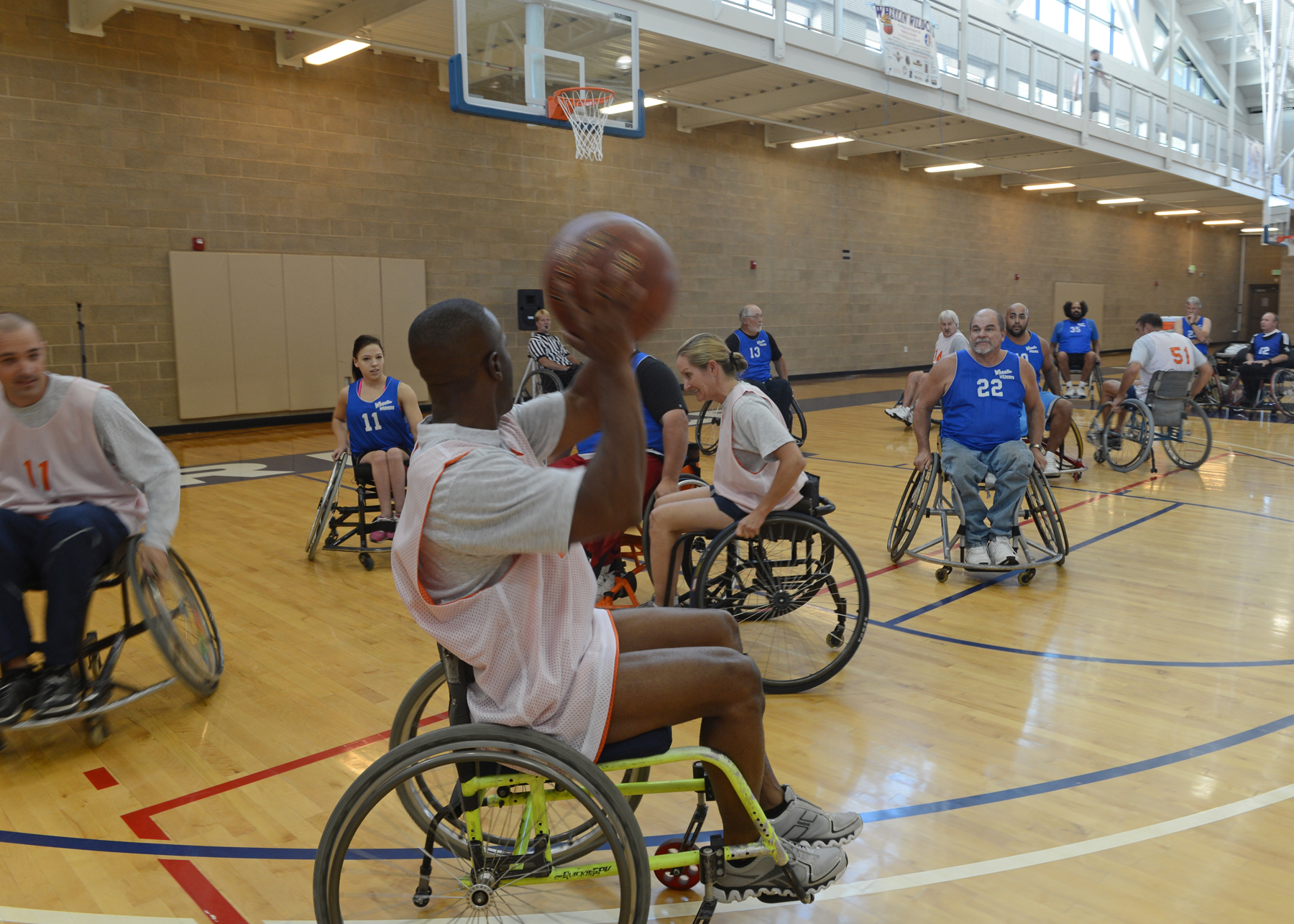
Змагання з баскетболу персоналу бази на турнірі на візках. 8 жовтня 2014
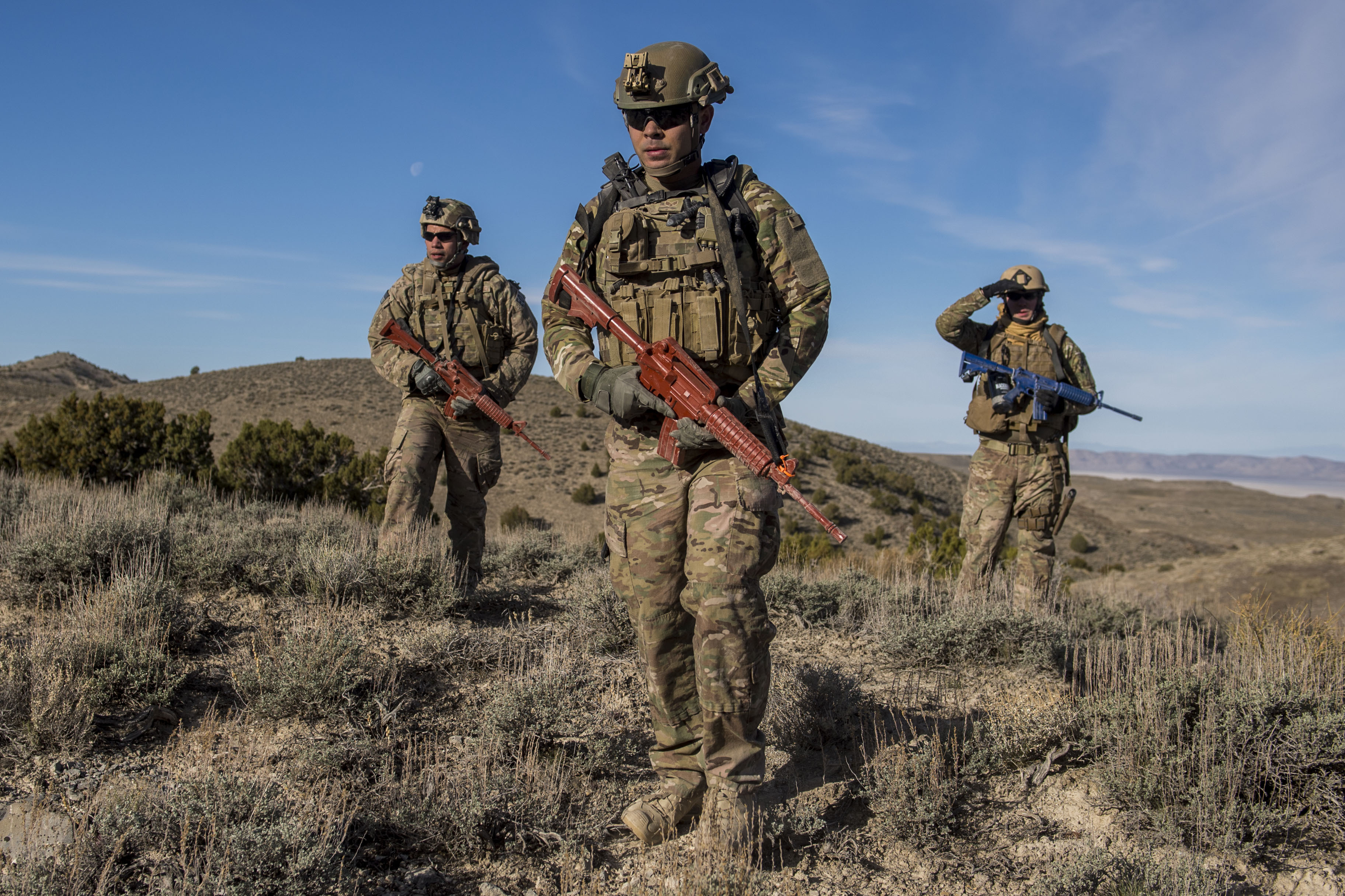
Тренування в гірській підготовці вояків команди знешкодження вибухонебезпечних предметів 775-ої інженерно-будівельного ескадрону. 21 березня 2014
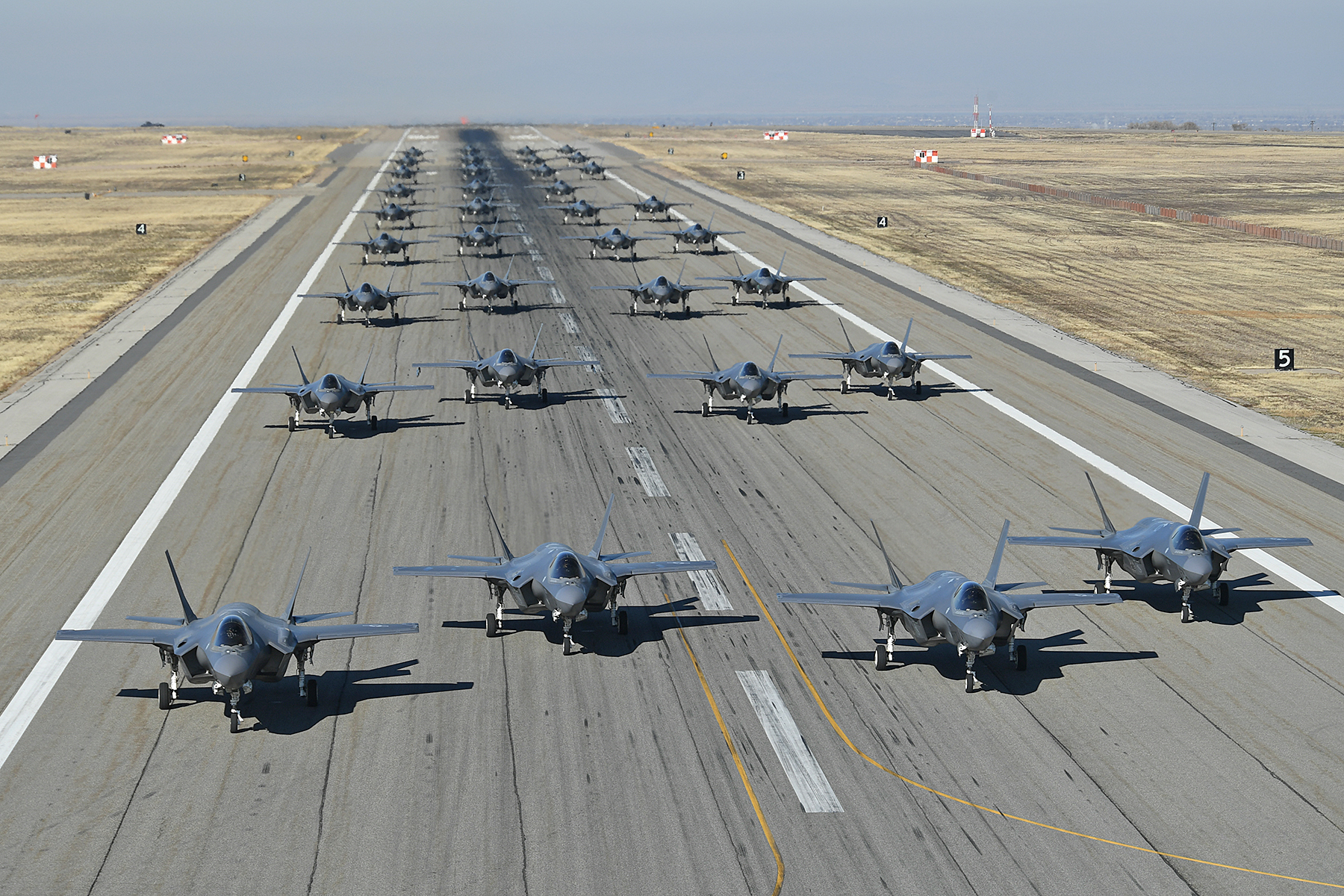
Стрій винищувачів F-35 «Лайтнінг» II у формуванні «слонової ходи» під час руління по злітно-посадковій смузі на навчаннях. 18 листопада 2018